# Оксалат плутония(III)
Оксалат плутония(III) — химическое соединение,
соль плутония и щавелевой кислоты 
с формулой Pu2(C2O4)3,
желтовато-зелёные кристаллы,
не растворяется в воде,
образует кристаллогидраты.

## Получение
- Добавление щавелевой кислоты к подкисленным растворам плутония(III) (например, хлорид плутония(III)):

{\displaystyle {\mathsf {2PuCl_{3}+3H_{2}C_{2}O_{4}\ {\xrightarrow {}}\ Pu_{2}(C_{2}O_{4})_{3}\downarrow +6HCl}}}

## Физические свойства
Оксалат плутония(III) образует желтовато-зелёные кристаллы.
Не растворяется в воде, р ПР = 24,8.
При увеличении кислотности растворимость увеличивается.
Образует кристаллогидрат состава Pu2(C2O4)3•9H2O, который теряет воду при 140°С.

## Химические свойства
- Разлагается при нагревании:

{\displaystyle {\mathsf {Pu_{2}(C_{2}O_{4})_{3}\ {\xrightarrow {400^{o}C}}\ 2PuO_{2}+4CO\uparrow +2CO_{2}\uparrow }}}